# خورشیدگرفتگی ۱۹ آوریل ۱۹۳۹

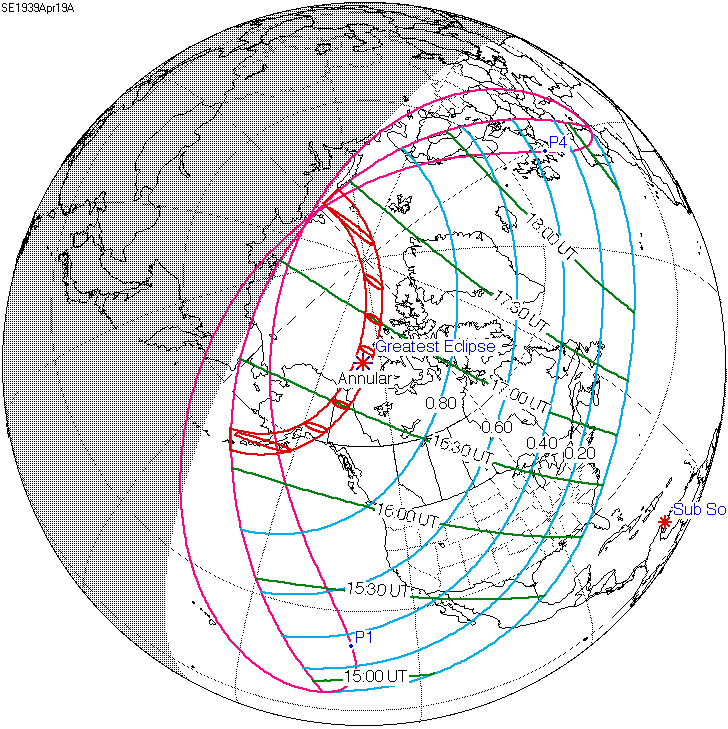
خورشید گرفتگی ۱۹ آوریل ۱۹۳۹

خورشیدگرفتگی ۱۹ آوریل ۱۹۳۹ (به انگلیسی: Solar eclipse of April 19, 1939) یک خورشیدگرفتگی از نوع خورشیدگرفتگی حلقه‌ای است. این خورشیدگرفتگی در تاریخ ۱۹ آوریل ۱۹۳۹ میلادی (‎۲۹ فروردین ۱۳۱۸ خورشیدی) روی داد که زمان اوج آن، ساعت ۱۶:۴۵:۵۳ به‌وقت ساعت هماهنگ جهانی بوده‌است. مدت زمان و طول این خورشیدگرفتگی ۱ دقیقه و ۴۹ ثانیه بود.